# 獄警
狱警，即监狱警卫，是指一种身穿制服的执法人员，负责囚犯的拘留、监督、安全和管理，保护监狱设施及财产等。大多数狱警受雇于所在司法管辖区的政府，但也有一些受雇于为政府提供关押服务的私人监狱公司。

## 中文術語
中華人民共和國称监狱警察，隶属司法部监狱管理局。香港称惩教员，隶属惩教署。澳门称狱警警官，隶属惩教管理局。
台灣稱矯正人員一詞，隸屬法務部矯正署。

## 外文术语
各國歷史上，“狱卒（Jailer）”、“警卫（Guard）”和“看守（Warder）”等术语都曾被使用过。
英国和爱尔兰现在使用“监狱官员（Prison Officer）”一词来称呼此角色，它也是丹麦、芬兰和瑞典的官方英文称呼。
“惩教官员（Corrections Officer）”一词在美国和紐西蘭被使用。美国还使用“拘留官员（Detention Officer）”和“刑罚官员（Penal Officer）”。
紐澤西州使用“惩教警察（Correctional Police Officer）”一词。根据紐澤西官员的执法地位和权威，惩教部门雇用的紐澤西州官员被归类为“警察（Police Officer）”。
“惩教官员（Correctional Officer）”在澳大利亚、加拿大、牙买加和美国被使用。
在澳大利亚，监狱官员在19世纪之前被称为“狱吏（Turnkey）”，在20世纪前期被称为“看守（Warders）”。此外，他们在这一时期被通俗地称为“螺丝（Screws）”。后来的称呼是“监狱官员（Prison Officer）”，再后来是“惩教官员（Correctional Officer）”。
一所监狱的首长在不同地区的头衔是：美国和加拿大“典獄長（Warden）”、英国和澳大利亚“主管（Governor）”、南亚“主管（Superintendent）”、紐西蘭“主任（Director）”、德国“主任（Direktor）”和德国“典狱长（Gefängnisdirektor）”。